# كونان (شيغا)
مدينة كونان (بالإنجليزية: Konan)‏ هي أحد المدن التابعة لمحافظة شيغا. تأسست رسميًا في 01/10/2004. ويقدر عدد سكانها بـ 55144 نسمة حسب تقدير مكتب الإحصاء الياباني لعام 2012. تبلغ مساحة كونان 70.49 كم2. بكثافة سكانية تبلغ 782 نسمة/كم2.

## توأمة
لكونان (شيغا) اتفاقيات توأمة مع كل من:
- بيبو [الإنجليزية]‏
- سانت جونز
- هوكاي

## أعلام
- شينسوكي ياماناكا